# Myrmarachne myrmicaeformis
Myrmarachne myrmicaeformis este o specie de păianjeni din genul Myrmarachne, familia Salticidae. A fost descrisă pentru prima dată de Lucas, 1869 [1871. Conform Catalogue of Life specia Myrmarachne myrmicaeformis nu are subspecii cunoscute.